# 沈岳瑞
沈岳瑞（1915年—？），男，浙江镇海人，中国船舶动力专家，曾任中国舰船研究院高级工程师、博士生导师。